# 후지와라노 미치쓰나의 어머니
후지와라노 미치쓰나의 어머니(일본어: 藤原道綱母 후지와라노미치쓰나노하하[*], 936년경 ~ 995년)는 일본 헤이안 시대의 시인이다. 후지와라노 도모야스의 딸로 본명은 불명이나, 뛰어난 문학적 재능을 가지고 있었다.
후지와라노 가네이에와 혼인하여 외아들 후지와라노 미치쓰나를 낳았다. 미나모토노 가네타다의 딸이기도 한 가네이에의 전처가 낳은 딸을 양녀로 삼았다. 만년에 남편은 섭정이 되어 분주해져 있었다. 저서는 『가게로 일기(蜻蛉日記)』.이다.

## 와카
한탄하며 홀로 지새는 밤, 오래 되어도 알 수 있을까.
なげきつつ ひとりぬる夜の あくるまは いかに久しき ものとかはしる

## 배경
당시의 여성들, 특히 황족이 아닌 여성들의 대부분이 그랬듯이, 작자 미치쓰나 어머니(道綱の母, 936∼?)에 대해서도 정확한 기록은 거의 남아 있지 않다. 당시 여성들은 남성들과는 달리 사회적인 활동을 거의 하지 않았기 때문에 고유의 이름이 붙을 필요성이 없었다. 그러므로 지칭할 필요가 있을 때는 주변 남자−남자들은 관직을 지녔기 때문에 기록에 그 이름이 남아 있다−와의 관계에 의해서 그 호칭이 붙었다. 이 일기의 작자도 도모야스(倫寧)의 딸, 혹은 미치쓰나 어머니로 칭해지는데, 그중에서 작자에게는 여자 형제가 여럿 있었기 때문에 미치쓰나 어머니로 칭해서 특정화하는 경우가 많다.
작자는 당시 대표적인 귀족으로서 섭정을 실시한 후지와라씨의 자손인 도모야스의 딸로, 936년에 태어난 것으로 추정된다. 아버지 도모야스는 후지와라씨의 자손이기는 했지만, 당시 세력의 중심이었던 북가(北家 : 그 외에 남가, 식가, 경가 등이 있었다)에서 보면 방계에 해당했으므로 관직이 그리 높지 않은 중류 귀족의 신분이었다. 작자는 문장생[文章生 : 대학료에서 기전이나 한시문 등을 배워 식부성(式部省)의 시험에 합격한 사람] 출신의 학식 있는 아버지 밑에서 와카, 한시문, 고토[琴 : 거문고와 유사한 현악기로, 현의 수에 따라서 긴(琴 : 7현)과 소(箏 : 13현), 와곤(和琴 : 6현)으로 세분화되었다]와 같은 교양 덕목을 배워 익힌 것으로 보인다. 작자는 헤이안 3대 미인으로 꼽힐 정도로 교양 있고 용모 단정했던 것으로 보이며, 와카에는 특히 재능이 뛰어나 나름대로 자긍심 강한 여자로 성장했을 가능성이 크다.
954년, 작자의 나이 19세 때, 후지와라씨의 적류(嫡流)로 당시 우대신(右大臣)이었던 모로스케(師輔)의 셋째 아들인 가네이에로부터 구혼을 받고 결혼하기에 이른다. 당시의 결혼 연령으로는 이른 나이가 아니었던 만큼, 이미 여러 남자와의 혼담이 있었지만, 가네이에의 구혼을 받아들인 것은 가네이에의 집안이 세력가라는 점이 어느 정도 작용했을 것이다. 실제로 작자가 결혼한 후 아버지 도모야스는 미치노쿠니(陸奥國) 지방 수령으로 임명되는데 그것은 지방관으로서 첫 부임이었으며, 첫 부임지로서 미치노쿠니 지방은 큰 지방이었다. 작자는 항상 불안한 아내의 처지에 있으면서 정신적으로 이 아버지에게 많이 의지하게 된다. 한편, 일상적인 보호자로서는 어머니가 있었다. 그 어머니에 대해서는 확실한 기록이 남아 있지 않고, 도노모노 수령(主殿守) 후지와라노 하루미치(藤原春道)의 딸로 추정된다. 이 어머니는 964년 가을에 세상을 떠나는데, 본 일기 속에 그 슬픔이 절절하게 묘사되어 있는 것을 보면 작자가 일상생활에서 그 어머니에게 얼마나 많이 의지했는지를 알 수 있다. 남자 형제로는 마사토(理能)와 나가토(長能)가 있었는데 두 사람은 서로 이복 관계다. 그중에서 작자와 동복 관계였던 쪽은 작자와 같은 집에 거주하며 이 일기에 언급되는 마사토였을 것으로 보인다. 나가토는 본 일기의 ＜권말 가집＞을 편찬한 사람으로, 본인 역시 가인으로 유명했다.

## 같이 보기
- 와카
- 청령일기
- 일본의 중고문학사